# Solenocystis imitans
Solenocystis imitans is een zee-egel uit de familie Pourtalesiidae.
De wetenschappelijke naam van de soort werd in 2008 gepubliceerd door Alexander Mironov.